# Josep Semís i Mensa
Josep Semís i Mensa (Lleida, Segrià, 1818? - Barcelona, 16 d'abril de 1849) fou un poeta i crític de teatre en castellà.

## Biografia
Fou fill d'Antoni Semís i Rosa Mensa. Es va graduar en Dret a la Universitat de Barcelona el 1841. Va col·laborar amb els diaris de la ciutat comtal El Vapor (1835-37), El Constitucional (1840), La Corona (1843) i El Imparcial (1844) amb una poesia pessimista i melancòlica. Milà i Fontanals en publicà una mostra pòstuma. El 1845 substituí Pau Piferrer al Diario de Barcelona com a crític teatral, destacant per una ploma agosarada i combativa.
Al registre de defunció diu que té 30 anys, és solter, "cursante de jurisprudencia".